# Statue Friedrichs VI.

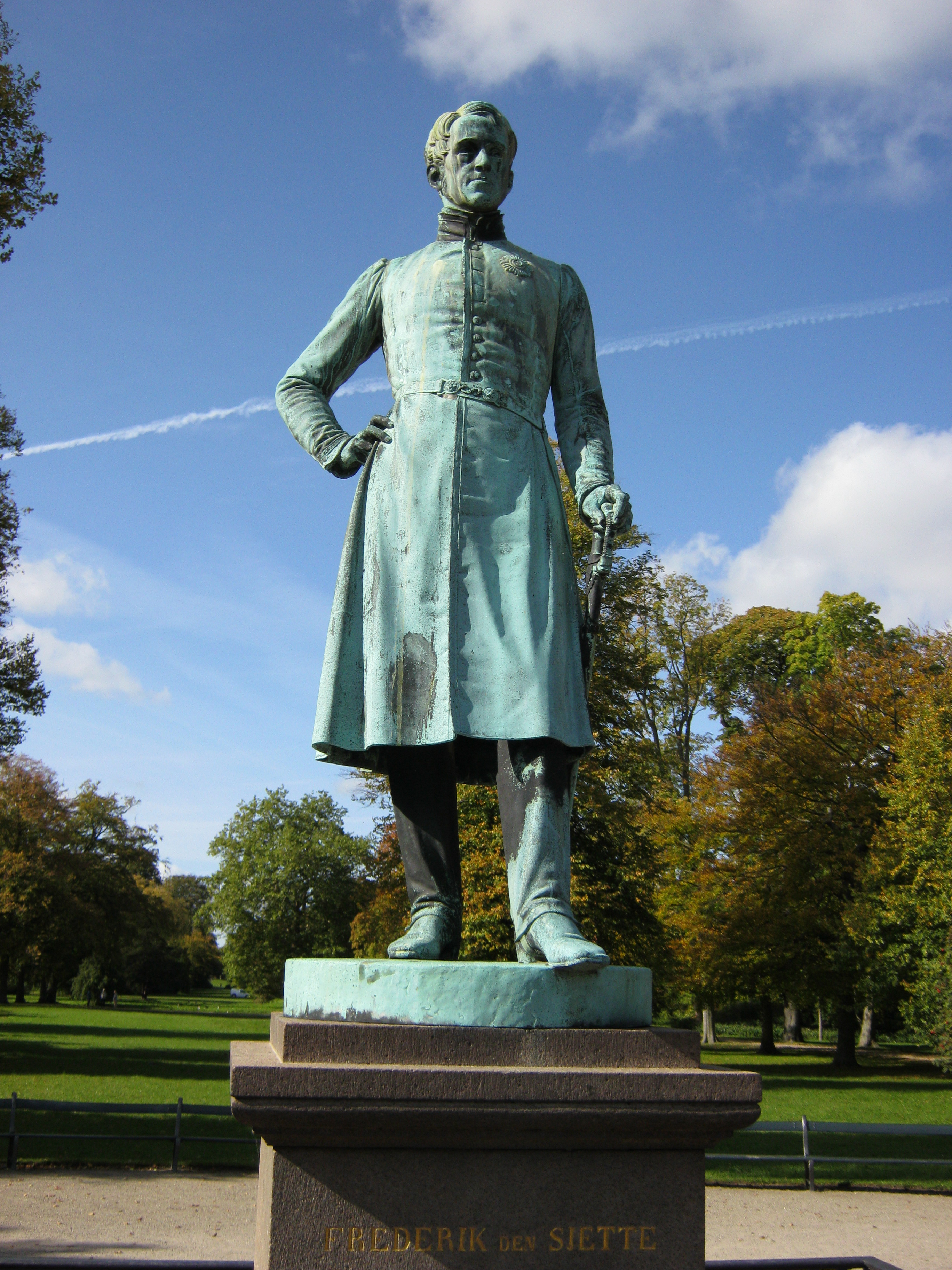
Statue von Frederik VI

Die Statue von Friedrich VI. begrüßt die Besucher am Haupteingang des Frederiksberg Parks in Kopenhagen, Dänemark. Die am 10. September 1858 enthüllte Bronzestatue wurde von Herman Wilhelm Bissen geschaffen und gilt als eines seiner besten Werke. Es ist die erste öffentliche Darstellung eines dänischen Monarchen in zeitgenössischer Alltagskleidung und nicht in der antiken Uniform, die bei früheren Skulpturen üblich war.

## Geschichte
Friedrich VI. starb am 3. Dezember 1839, aber die ersten Vorbereitungen für ein Denkmal zu seinen Ehren hatten schon vor seinem Tod begonnen. C.F. Wilckens und Just Mathias Thiele berichten, dass Bertel Thorvaldsen aus eigener Initiative mit der Arbeit an einem Denkmal für Friedrich VI. begann. Es zeigte den König auf dem Thron in seinem Krönungsornat und sollte im Garten von Schloss Rosenborg aufgestellt werden. Nur zwei Tage nach dem Tod des Königs schrieb Thiele an Thorvaldsen und schlug ein Reiterstandbild in Esplanaden vor, aber Thorvaldsen ignorierte diesen Vorschlag und setzte die Arbeit an seinem Rosenborg-Projekt fort. Christian VIII. war mit Thorvaldsens Vorschlag jedoch nicht einverstanden und setzte stattdessen ein Komitee unter der Leitung von Jonas Collin ein. Am ersten Todestag des Königs wurde in der Frauenkirche ein Gedenkkonzert veranstaltet, um Geld für das Denkmal zu sammeln, aber danach geschah für mehrere Jahre nichts mehr.
Das Komitee wurde schließlich 1848 wiederbelebt, nachdem ein anonymer Leserbrief in einer Zeitung das Projekt erneut auf die Tagesordnung gesetzt hatte. Inzwischen waren 2.321 dänische Rigsdaler und 90 Skilling zusammengekommen. Thorvaldsen war 1844 verstorben, und Herman Wilhelm Bissen wurde mit dem Entwurf des Denkmals beauftragt. Der endgültige Auftrag wurde erst im November 1855 erteilt. Bissen stellte seinen endgültigen Entwurf am 17. September 1857 einem begeisterten Komitee vor, aber die Entscheidung über den Standort des Denkmals war noch nicht gefallen. Jonas Collin sprach sich für einen Standort vor dem Thorvaldsen-Museum aus, während andere Vorschläge den Garten von Schloss Rosenborg, die Esplanaden und den Christiansborg Slotsplads umfassten. Schließlich konnte Bissen, der die Statue mit Blick auf den Eingang zum Frederiksberg Park entworfen hatte, die Kommission davon überzeugen, dass dies der richtige Standort sei.

## Beschreibung
Die Statue zeigt ein bodenständiges Porträt Friedrichs VI. Er sitzt nicht auf einem Pferd und trägt weder Toga noch Galauniform, wie es in älteren Monarchenporträts üblich ist. Stattdessen ist er in entspannter Pose zu sehen, in Alltagsuniform mit langem Mantel und Stiefeln, die rechte Hand in die Hüfte gestemmt, die linke am Schwert. Die unsentimentale Darstellung des Königs spiegelt seine Persönlichkeit und sein Verhältnis zum Park wider und könnte auch durch den Übergang von der absoluten zur konstitutionellen Monarchie beeinflusst worden sein, der mit der Verabschiedung der dänischen Verfassung 1849 vollzogen wurde. Die Statue gilt als eines der besten Werke Bissens.
Die Inschriften auf dem Sockel stammen von J.N. Madvig. Die Inschrift auf der Vorderseite lautet „Frederik den Sjette / født 28. januar 1768 / død 3. december 1839“. Die Inschrift auf der Rückseite lautet „Dette minde rejstes 1858“. Die Inschrift auf der linken Seite lautet „Her følte han sig lykkelig i sit trofaste folks midte“. Die Inschrift auf der rechten Seite (Norden) lautet: „Han styrede riget som kronprins og som konge i henved 56 år“.